# Procambarus youngi
Procambarus youngi är en kräftdjursart som beskrevs av Hobbs 1942. Procambarus youngi ingår i släktet Procambarus och familjen Cambaridae. IUCN kategoriserar arten globalt som otillräckligt studerad. Inga underarter finns listade i Catalogue of Life.